# Караліядде Бандара
Караліядде Бандара (синг. කරලියැද්දේ බණ්ඩාර රජ; д/н — 1583) — 3-й магараджа Канді у 1552—1583 роках.

## Життєпис
Походив з молодшої гілки династії Сірі Сангабо. Старший син магараджи Джаявіри Бандари та представниці роду Кіравелл. 1552 року влаштував заколот проти батька, оскільки той вирішив передати трон синові (ім'я невідоме) від другого шлюбу з представницею роду Гампола. Джаявіра Бандара втік до Маядуне, правителя Сітаваки, проти якого виступив Караліядде Бандара, вимагаючи видати батька. Боротьба з Маядуне не мала успіху.
1554 року надав військову допомогу Відіє Бандарі, колишньому регенту держави Котте, з яким той вдерся до держави Сітавака. Але Відія Бандара зазнав поразки, потрапивши у полон, де оженився на доньці Маядуне. 1555 року Відія Бандара повстав в Сітаваку, але знову зазнав поразки й втік до Канді, але Караліядде Бандара вигнав останнього з країни, внаслідок чого Відія Бандара перебрався до Джафни, де загинув.
В наступні роки головним суперником розглядав Маядуне, уклавши союз з португальцями. Невдовзі магараджа Канді перейшов до католицтва, дозволивши в своїй державі діяльність католицьких місіонерів. 1565 року своєю атакою на власне землі Сітаваку врятував від облоги військами Маядуне міста Котте. 1566 року уклав політичний союз з Баїннауном, імператором Таунгу, видавши за нього родичку й начебто відправивши Зуб Будди («Далада»), але цей факт є бірманською легендою.
1574 року португальцями було влаштовано шлюб між донькою Караліядде Бандари (прийняла католицтво як Маргарита) та Дгармапалою, магараджею Котте. Це викликало невдоволення Маядуне, що відправив проти Канді війська, але без успіху. 1576 році магарджа Канді допоміг черговій перемозі португальського загону над армією Сітаваки.
1583 року проти нього виступив Раджасінга, новим правитель Сітаваки. У змові з останнім повстав Вірасундара Мудіянсе, раджа Параден'ї. Наслідком цього стала швидка поразка Караліядде Бандари, що втік до Тринкомалі, де невдовзі разом з родиною помер від віспи. Лише його донька Кусумасанадеві врятувалася. Португальці перевезли її до Коломбо, де хрестили під ім'ям Катерина, оголосивши королевою Канді, втім суто номінально.